# 绯赤艾莉欧
绯赤艾莉欧（日语： Hiseki Erio */?，6月15日—）是chucolala所属的日本个人势虚拟主播，设定为骑士团团长，主要在YouTube、Twitter和Bilibili上活动。

## 人物
绯赤艾莉欧的人物形象由插画师帕里（パリィ，Paryi）设计。头发为红色，瞳色为绿色。
绯赤艾莉欧擅长唱歌，并梦想从事声音方面的工作。她的直播也以独自歌唱为主。在直播活动之外，她亦于Pixiv创作小说及舞台剧剧本。

## 经历
2019年4月，绯赤艾莉欧在YouTube出道。因为不懂汉语，绯赤艾莉欧初期仅在YouTube平台活动。2019年10月3日，绯赤艾莉欧第一次在哔哩哔哩直播。
在较长一段时间内，绯赤艾莉欧并不知名。早期，她的直播并未受到较多关注，观众极少。根据数据统计，截至2020年10月19日，绯赤艾莉欧的bilibili频道粉丝数只有约3.7万人；而截至2020年12月27日，她的YouTube频道订阅量只有1.4万人。
因为绯赤艾莉欧高超的歌唱能力、真实的性格以及长时间与观众的互动，她的人气不断上升。2020年10月16日，绯赤艾莉欧因为家庭问题表达了隐退的意愿。2020年10月21日，在原定的最后一次于哔哩哔哩举行的直播中，她与近9万名观众互动，并有30%的观众给其送了礼物，获得了超过90万人民币的打赏。此后，仅在2020年10月，绯赤艾莉欧“舰队”规模便达6513人，成为了哔哩哔哩中極有名的虚拟主播。截至2020年11月16日，绯赤艾莉欧在哔哩哔哩的关注者超过43万人，“舰队”规模达到了8363人。
2020年12月，应bilibili邀请，绯赤艾莉欧参加了于上海市举办的Bilibili Macro Link Virtual Release 2020。
2021年1月30日，绯赤艾莉欧获得“BILIBILI POWER UP 2020年度虚拟UP主”称号。
2021年12月，索尼音樂和Bilibili推出虛擬偶像計劃「虛擬灰姑娘計畫」，緋赤艾莉歐和神樂Mea、花園Serena三人是計劃的初期核心成員。

## 评价
- 南华早报称：“绯赤艾莉欧是哔哩哔哩上最具人气的虚拟偶像。”[4]

- 哔哩哔哩虚拟偶像事务总经理范一白（音）称：“她（绯赤艾莉欧）对自己的生活与其中的许多挑战都很坦诚。粉丝们可以和她产生共鸣。……她的潜力给我们留下了深刻的印象。”[4]

- 哔哩哔哩直播事务总经理王宇扬称：“绯赤艾莉欧在哔哩哔哩上的成功证明了虚拟娱乐领域中国市场的巨大潜能，并说明了VTuber成功的关键在于内容产出和与观众的互动交流。”[7]

- 哔哩哔哩官方在于产经Biz上发布的BML-VR 2020广告文中称：“像绯赤艾莉欧这样的日本VTuber成功的关键在于她们能够理解中日两国的文化，以及重视与观众之间的交流。”[2]

- BILIBILI POWER UP 2020给她的颁奖词（节选）为：“2020世事多艰，绯赤艾莉欧让我们看到了追逐梦想的可贵，在她身上我们投射了对自我价值实现的渴望。”[10]

## 音乐作品

### 单曲
|   | 名称                    | 发售日期     | 规格         | iTunes 最高排名 | 备注 |
| - | ----------------------- | ------------ | ------------ | --------------- | ---- |
| 1 | Notre-Dome (Recitation) | 2020年2月2日 | 数字音乐下载 | 第9（新西兰）   |      |

## 参与活动

### 2020年
- Bilibili Macro Link Virtual Release 2020（12月19日，中国上海国家会展中心[11]）
- Bilibili World 2020 广州站（12月26日－27日，中国广州广交会展馆[12]）

### 2021年
- Bilibili Macro Link Virtual Release 2021（7月9日，中国上海梅赛德斯-奔驰文化中心[13]）
- Bilibili World 2021（7月9日－11日，中国上海国家会展中心[14]）